# Walter Brun

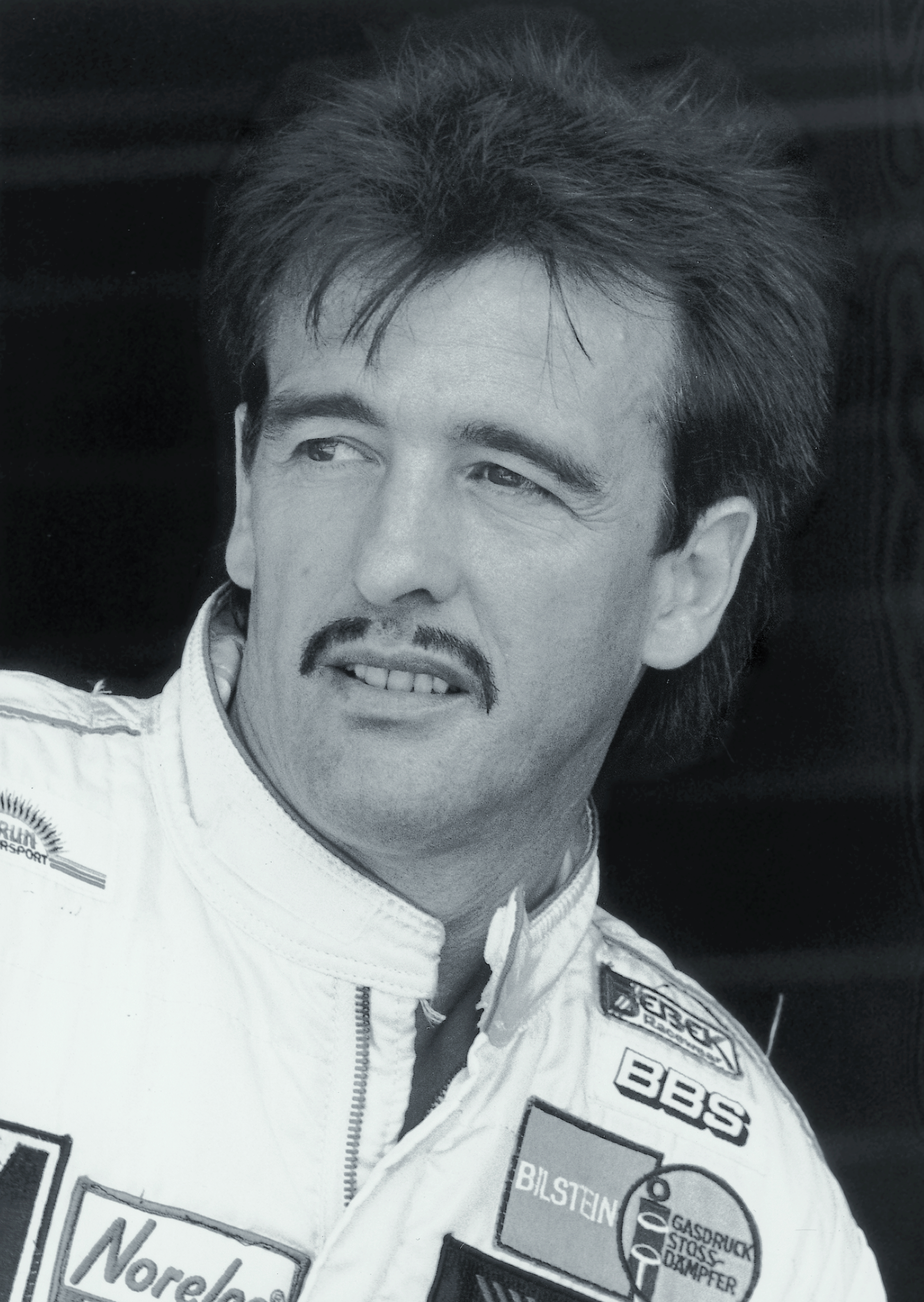
Walter Brun 1989

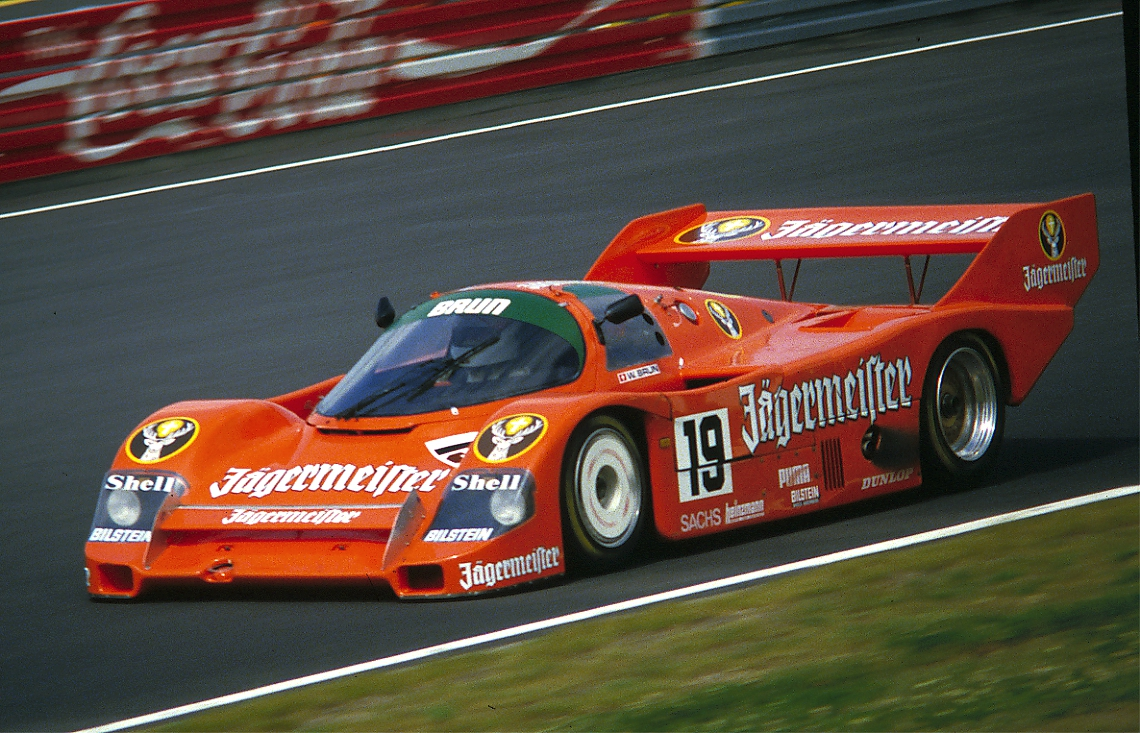
Brun im Porsche 956 auf dem Nürburgring

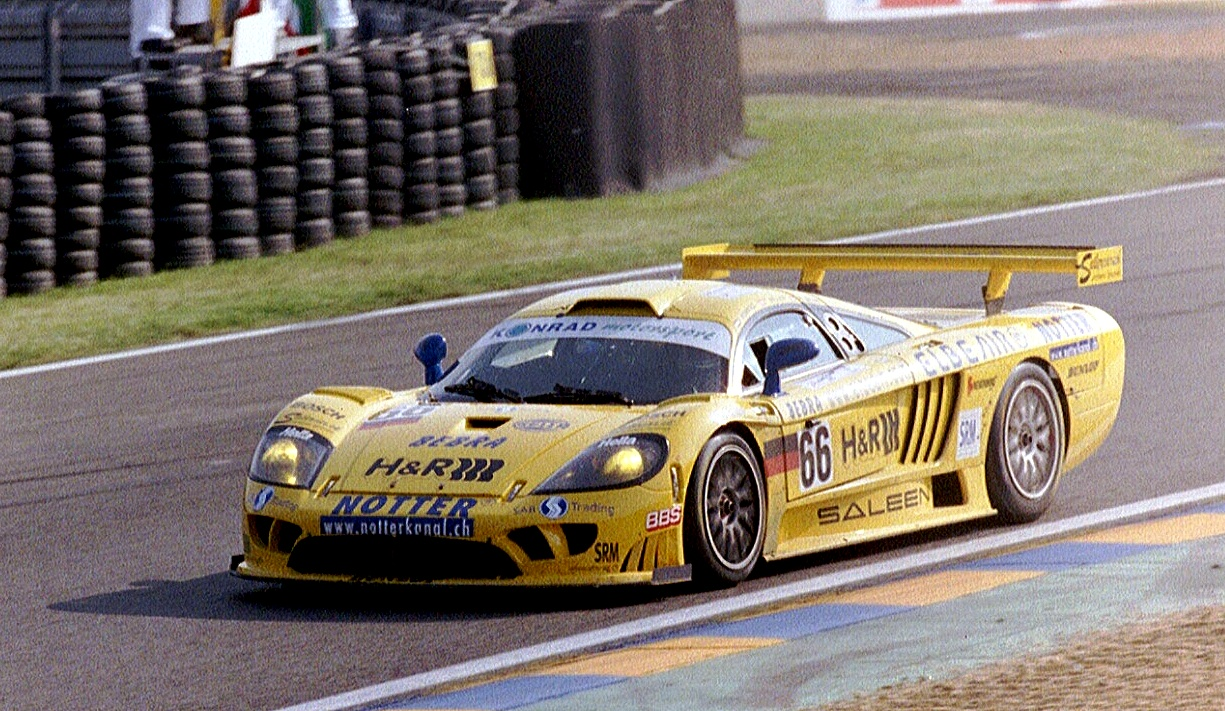
Der von Walter Brun beim 24-Stunden-Rennen von Le Mans 2003 gefahrene Saleen S7R

Walter „Walti“ Brun (* 20. Oktober 1942 in Luzern) ist ein ehemaliger Schweizer Automobilrennfahrer und Rennstallbesitzer.

## Leben
Walter Anton Brun wurde am 20. Oktober 1942 als Sohn von Anton Brun und Maria Brun, geb. Stadelmann, in Escholzmatt geboren. Die Eltern hatten einen Bauernhof, ein Restaurant und einen kleinen Verkaufsladen. Dazu war der Vater von Walter Brun Posthalter der Poststelle Feldmoos. Walter Brun ging 6 Jahre in die Primarschule im Lehn bei Escholzmatt. Daneben erhielt er Klavierunterricht und spielte in der Dorfmusik Trompete. Nach den 6 Jahren Primarschule besuchte er in Escholzmatt 2 Jahre die Sekundarschule. Während der Schulzeit musste er zu Hause überall mithelfen. Hatten sie zufällig keinen Briefträger, so trug er die Post aus, wenn niemand im Hof verfügbar war, molk er die Kühe und führte Mist aus, auch mähte er Heu und Emd meistens selbst. Es war manchmal sehr hart, zusätzlich zur Schule überall mitzuhelfen, aber er tat es gern und wurde dadurch sehr selbständig. Als Walter Brun 14 Jahre alt war, gingen sein Vater und seine Mutter für 2 Tage mit dem Wirte-Verein ins Wallis, das Restaurant und die Post hielt der Junge allein offen. Um Mitternacht machte er Feierabend im Restaurant und fuhr mit Vaters Auto nach Escholzmatt, um die Post für die Poststelle Feldmoos abzuholen. Es war so viel, dass er unmöglich ohne Auto die Post hätte transportieren können. Die Post war gegenüber der Polizei, wo er parkieren musste. Es ging immer gut. Erst als er 16 Jahre alt war, erwischte die Polizei ihn als Fahrer ohne Ausweis.
Nach der Sekundarschule schickten seine Eltern ihn in das Institut nach Neuenburg. Das war für ihn die schlimmste Umstellung, die es gab. Er war bis dahin völlig frei und nun praktisch eingesperrt. Die ersten Wochen wollte er davonlaufen. Aber irgendwann musste er sich daran gewöhnen, lernte viel, vor allem sehr gut Französisch. Das Jahr ging schnell vorbei und er kam wieder nach Hause nach Escholzmatt.
Sein Vater wollte unbedingt, dass Sohn Walter die Poststelle Feldmoos einmal übernehme. Deshalb drängte er ihn immer wieder, die Postlehre zu absolvieren. So ging Walter Brun dann in Luzern in die Lehre, die ihm anfänglich auch gut gefiel. Da er jedoch damals schon in einer Tanzmusik spielte, musste er häufig hin- und herreisen. Inzwischen wurde Walti, wie er genannt wurde, 18 Jahre alt und machte sofort die Führerprüfung für Pkw, anschliessend auch noch für Lastwagen und Taxi. Nach 6 Monaten Lehre in Luzern musste er in die Sihlpost nach Zürich wechseln. Er hatte regelmässig Frühdienst mit Dienstbeginn um 5 Uhr morgens. Dieser Dienst hinderte ihn jedoch nicht, Tanzmusik zu spielen. Er gründete eine eigene Tanzkapelle mit dem Namen „Billy Brun Band“. Die Gruppe spielte gute Allround Musik, vom Ländler bis zum Dixieland alles. Es kam, wie es kommen musste, nachdem die Band bis morgens um 3 Uhr aufgespielt hatte, fuhr Walter mit dem Land Rover nach Zürich zur Arbeit. Bei Affoltern am Albis schlief er ein und fuhr neben die Strasse gegen einen Baum. Er hatte Glück, der Unfall verlief glimpflich. Walter Brun ging zum Kreispostdirektor und wollte einen anderen Dienst, der Direktor verweigerte dies jedoch und Walter Brun kündigte die Stelle, sehr zum Ärger seines Vaters.
Glück war für den Musikbegeisterten im Jahr 1963 auch der Aufschwung des Geschäfts mit Musikautomaten, in das er einstieg. Zwar fehlte das Geld dazu, aber ein grosses Basler Automatenunternehmen hatte Vertrauen zu ihm und verkaufte ihm die ersten fünf Automaten auf Kredit. Zunächst war es jedoch schwierig Aufstellplätze zu finden, denn es gab schon grosse Konkurrenz und er war nicht bekannt. Trotzdem konnte er die fünf Musikautomaten an guten Plätzen aufstellen und die Raten problemlos bezahlen. Das Vertrauen des Lieferanten wuchs und Walter Brun konnte auch die nächsten fünf Musikautomaten auf Kredit kaufen. Er musste sich dann technisch weiterbilden, um die Musikautomaten nötigenfalls selbst zu reparieren. Die Schallplatten kaufte er in Zürich beim Importeur ein und wechselte sie in seinen Musikautomaten (Rock-Ola, Seeburg). Die Wirte, bei denen die Geräte aufgestellt waren, erhielten damals 10 % von den Einnahmen.
Drei Jahre arbeitete er als Einmannbetrieb und brachte es in dieser Zeit auf 150 Automaten. Dann bewältigte er die Arbeit nicht mehr allein und er engagierte seinen ersten Service Monteur, einen guten Freund von ihm. Dadurch konnte er sich seinen Traum erfüllen, einmal ein Autorennen zu fahren. Er fuhr damals einen Ford Cortina Lotus, mit dem er die Fahrerlizenz erwarb. Im Herbst 1965 fuhr er schon sein erstes Bergrennen und anschließend in der Schweizer Meisterschaft; finanziell reichte es noch nicht für mehr.
Später betrieb er auch eine Diskothek, einen Auto- sowie einen Champagnerhandel in Luzern. 1966 begann seine motorsportliche Laufbahn als Fahrer bei verschiedenen Berg-, Sportwagen- und Tourenwagen Rennen. In den 1970er-Jahren war er eng mit dem Team Schnitzer Motorsport verbunden. 1982 gründete er mit Brun Motorsport seinen eigenen Rennstall, 1988 stieg er schließlich zusammen mit Euroracing in die Formel 1 ein. Das Team F1 EuroBrun Racing scheiterte nach drei Jahren. Die hohen finanziellen Aufwendungen, die mit dem Formel-1-Engagement verbunden waren, führten wenig später zu einem Ende aller Motorsportaktivitäten der Brun Motorsport AG. 1992 wurde das Unternehmen nach einer Insolvenz aufgelöst. Walter Brun arbeitete ein Jahrzehnt lang die Schulden seines ehemaligen Formel-1-Teams ab; 2000 war er schuldenfrei.
Nach seiner aktiven Zeit im Motorsport kaufte Walter Brun in Stans das Restaurant Allmendhuisli und ist Pianist und Saxophonist der Musikgruppe Swinging Boys, mit der er nach eigenen Angaben etwa 100 Live-Auftritte pro Jahr absolviert.

## Motorsportkarriere
1968 fuhr Walter Brun auf einem Ford Cortina Lotus die Schweizer Meisterschaft. Bei dieser Serie feierte er mehrere erste und zweite Plätze bei Berg- und Rundstreckenrennen und zum Schluss der Saison fuhr er mit einem BMW 1600 Ti noch einen Klassensieg bei der Rallye Genf ein. Am Ende der Saison 1968 lag Brun punktgleich mit Arthur Blank und musste sich im Titelkampf nur wegen des schlechteren Streichresultats knapp geschlagen geben. 1969 kaufte er einen getunten BMW 2002 Ti von Schnitzer. Damit reichte es bei den Schweizer Rennen zu ersten Klassensiegen bei den Tourenwagen. In der ersten Hälfte der 1970er Jahre wechselte Brun nationalen Rennen zu internationalen Wettbewerben. Der Durchbruch gelang ihm in der Europa-Bergmeisterschaft 1971. Mit Siegen bei den Spezial-Tourenwagen in Dobratsch Österreich (BMW 2002), Montseny Spanien (BMW 2002), Rossfeld Deutschland (BMW 2800 CS), Mont-Ventoux Frankreich (BMW 2800 CS) und Ollon-Villars Schweiz (BMW 2800 CS) wurde er Europa-Bergmeister. In Italien (Trento-Bondone und Cesana-Sestrieres) durfte er mit dem Schnitzer-BMW 2800 CS nicht starten. Im gleichen Jahr gelang ihm mit Peter Mattli als Partner auf einem Porsche 907 bei den 24 Stunden von Le Mans 1971 mit dem siebten Gesamtrang und dem Klassensieg gleich ein grosser Erfolg.
Bis 1975 startete Walter Brun immer wieder im Schnitzer BMW in der Tourenwagen-Europameisterschaft und der Deutschen Rennsport Meisterschaft, es gab aber auch Abstecher wie zum Beispiel 1972 in einen Mazda RX-3 vom Mazda Swiss Racing Team unter der Führung von Pierre Blanc oder 1973 fuhr er bei Faltz Tuning mit Hans-Peter Joisten bei dem Tourenwagen-EM-Lauf auf dem Salzburgring. 1973 beim 24-Stunden-Rennen von Le Mans musste Walter Brun nach nur einer Runde seinen BMW mit Motorschaden stehen lassen. Beim 24-Stunden-Rennen 1973 in Spa Francorchamps fuhr Walter Brun zusammen mit Cox Kocher einen ALPINA BMW 3.0 CSL. Bei dem 6-Stunden-Rennen auf dem Circuit Paul Ricard in Le Castellet gelang Walter Brun mit Cox Kocher als Partner das beste Tourenwagen-EM Resultat überhaupt. Auf dem Eggenberger Alpina BMW 3.0 CSL erreichten sie den vierten Rang. Mit dem Saisonende 1975 war für Walter Brun auch die gemeinsame Zeit mit dem Team Schnitzer vorerst abgeschlossen. Er wandte sich mutig einem neuen Projekt zu. Der Schweizer Ruedi Eggenberger leistete mit dem Bau von Gruppe 2 Tourenwagen auf Basis des neuen BMW 320 Pionierarbeit. Eggenberger richtete den Fokus mit Brun auf die Tourenwagen-Europameisterschaft. Bruns erster internationaler Auftritt mit dem BMW 320 beim Schweizer EBM-Lauf in Les Rangiers verlief auf Anhieb siegreich. 1978 entschied sich Brun für den Tuner Max Heidegger (BMW 320 Gruppe 5), der bekannt für seine Formel 2 Motoren war. Walter Brun konnte in den elf Rennen immerhin sechs Klassierungen in den Top 10 erzielen. Die besten Resultate – zwei fünfte Plätze – gelangen dem Team Heidegger mit einem Turbo-Leihmotor des Schnitzer-Rennstalls. Trotz seines schweren Stands als Privatfahrer, der sich unter der Woche zu Hause um seine lukrativen Spielautomaten und andere Geschäfte kümmerte, blieb Walter Brun 1979 in der Deutschen Rennsport Meisterschaft. Treu blieb er auch der Marke BMW und dem 320 mit Turbo-Motor. Das Triebwerk mietete Brun bei Schnitzer, wobei sich der langjährige Heidegger Mitarbeiter Ruedi Caprez um die Vorbereitung kümmerte. Mit dem vierten Platz beim Eifelrennen auf dem Nürburgring und dem fünften auf dem Salzburgring gelangen der Schweizer Truppe in der ersten Saisonhälfte im Kampf gegen die neuen Ford Capri Turbo von Zakspeed achtbare Resultate. Priorität bei Terminüberschneidungen schenkte Walti 1979 der von BMW Motorsport neu lancierten Procar-Serie mit dem vom neuen Münchner Seriensportwagen M1 abgeleiteten Rennmodell. Zwei Jahre lang bildete sie einen spektakulären Programmpunkt im Rahmen der Formel 1 in Europa. Wie im Vorjahr tanzte Walter Brun 1980 auf zwei Hochzeiten, DRM und Procar-Serie. In diesem Jahr wieder bei Schnitzer mit Hans Joachim Stuck im Team.
1981 bei den 24 Stunden von Daytona bildete Walter Brun mit Hans Joachim Stuck und dem Deutsch-Amerikaner Alf Gebhardt mit einem BMW M1 ein offizielles BMW Team. Das Rennen endete nach 608 Runden an sechster Position im Gesamtklassement und erster Stelle der IMSA GTO Klasse. 1982 trat das Gruppe C Reglement in Kraft. So zog es Walter Brun in die Sportwagen-Weltmeisterschaft. Auch Sauber Racing wollte einen Sportwagen der Gruppe C präsentieren. So entstand der Sauber SHS C6 in Zusammenarbeit mit dem Schweizer Kunststoff-Unternehmen Seger & Hoffmann und Unterstützung von Rüdiger Faul und Leo Ress. Walter Brun fuhr den Sauber SHS C6 sowohl bei einigen Läufen der Langstrecken - Weltmeisterschaft als auch vereinzelt in der Deutschen Rennsport Meisterschaft. Erfolge blieben allerdings aus, weil das Fahrzeug bedingt durch die Vibrationen des 3,9 Liter Ford Motors sehr unzuverlässig war und nur selten ins Ziel kam. Deutlich besser verlief die Saison 1982 für Walti in der Deutschen Rennsport Trophäe, in der er in der Division 1 mit einem BMW M1 antrat. Mit mehreren guten Platzierungen und einem Sieg in Wunstorf schloss er das Championat, mit einem fünften Gesamtrang ab.
Nach mehr als eineinhalb Jahrzehnten als Rennfahrer (1966–1982) gründete Walter Brun im Herbst 1982 sein eigenes Motorsport Team. Dabei übernahm er den in finanziellen Problemen steckenden deutschen Rennstall GS-Tuning aus Gundelfingen und benannte ihn in Brun Motorsport um. Mit diesem neuen Team fuhr er 1983 in der Sportwagenweltmeisterschaft (Sehcar SHS C6 und Porsche 956), die Deutsche Rennsport Meisterschaft und bei Schnitzer mit Hans Joachim Stuck die Tourenwagen-Europameisterschaft auf einem BMW 635 CSi. Am 29. Mai 1983 hatte Walter Brun auch sein schwerster Unfall in seiner langen Karriere auf der Nordschleife am Nürburgring mit dem Sehcar, im Bereich Kesselchen, das Fahrzeug wurde total zerstört. Als er und seine beiden Fahrer (Harald Grohs - Hans Joachim Stuck) in Le Mans mit dem Sehcar C6 1983 wegen technischer Probleme nicht am Rennen teilnehmen konnten, hatte Walti die Nase voll und unterschrieb noch an der Strecke den Kaufvertrag für den ersten Porsche 956. Es sollte sich auszahlen, in Most beim Interserie Lauf gewann Walter Brun das Rennen und beim ersten WM Lauf mit dem Porsche 956.111 in Spa Francorchamps wurden (Stuck-Grohs-Brun) vierte. 1984 fuhr er mit seinem Team BRUN in der heutigen DTM, damals DPM mit drei BMW 635 CSi mit diesen Fahrzeugen fuhren (Hans Joachim Stuck, Prinz Leopold von Bayern, Mario Ketterer, Ecki Schimpf und Walter Brun) Nach nur einem Jahr verließ er die DPM, um sich nur den Sportwagen und später Prototypen zuzuwenden. In dem Jahr 1984 feierte das Team Brun den ersten WM Sieg beim 1000-km-Rennen in Imola (Porsche 956.116) mit Stefan Bellof und Hans Joachim Stuck. Stefan Bellof gewann mit dem Jägermeister Porsche 956 auch die Deutsche Meisterschaft. Das Team Brun hatte nun schon zwei Porsche 956 (#111 & #116) im Einsatz. Ab und zu wurde auch ein Porsche 956 vom Kremer Racing Team dazu gemietet. Parallel dazu betrieb er ohne grossen Erfolg von 1988 bis 1991 sein Formel-1-Engagement. 1991 fuhr er in Magny-Cours sein letztes Gruppe C Rennen auf einem Porsche 962C. Im Jahr 2000 gab er nochmals ein Comeback bei den 24h von Daytona mit einer Dodge Viper. Er fuhr noch bis 2003 mit einem Saleen für Konrad Motorsport, 2003 beendete er seine Motorsportkarriere.
Von 1971 bis 2003 war er 14-mal beim 24-Stunden-Rennen von Le Mans am Start. Seine beste Platzierung war der vierte Gesamtrang 1984, den er gemeinsam mit Leopold Prinz von Bayern und Bob Akin auf einem Porsche 956 B einfuhr. Bei seinem Debüt 1971 erreichte er auf einem Porsche 907 des Schweizer Wicky Racing Team den siebten Gesamtrang und gewann die Klasse für Prototypen bis 2 Liter Hubraum. 2009 bestritt Brun sein letztes Rennen als aktiver Rennfahrer als Gaststarter im ADAC GT Masters für das Team Callaway Competition auf dem Lausitzring.

## Statistik

### Karrierestationen
| - 1973: Tourenwagen-Europameisterschaft - 1973: Deutsche Rennsport-Meisterschaft - 1974: Deutsche Rennsport-Meisterschaft - 1976: Deutsche Rennsport-Meisterschaft - 1977: Tourenwagen-Europameisterschaft - 1978: Deutsche Rennsport-Meisterschaft - 1979: Deutsche Rennsport-Meisterschaft (Platz 18) - 1979: Procar-Serie (Platz 24) - 1980: Deutsche Rennsport-Meisterschaft (Platz 8) - 1980: Procar-Serie (Platz 11) - 1981: Deutsche Rennsport-Meisterschaft (Platz 15) - 1981: Sportwagen-Weltmeisterschaft (Platz 143) - 1982: Deutsche Rennsport-Meisterschaft (Platz 15) - 1982: Sportwagen-Weltmeisterschaft (Platz 55) | - 1983: Interserie (Platz 11) - 1983: Deutsche Rennsport-Meisterschaft - 1983: Sportwagen-Weltmeisterschaft (Platz 32) - 1983: Tourenwagen-Europameisterschaft (Platz 10) - 1983: European Endurance Championship (Platz 35) - 1984: Deutsche Produktionswagen-Meisterschaft (Platz 13) - 1985: Sportwagen-Weltmeisterschaft (Platz 52) - 1986: Sportwagen-Weltmeisterschaft (Platz 10) - 1986: Supercup (Platz 5) - 1987: Sportwagen-Weltmeisterschaft (Platz 31) - 1987: Supercup (Platz 7) - 1988: Sportwagen-Weltmeisterschaft (Platz 50) - 1988: Supercup | - 1988: Interserie (Platz 8) - 1989: Sportwagen-Weltmeisterschaft (Platz 18) - 1989: All Japan Sports Prototype Championship (Platz 18) - 1989: Supercup (Platz 7) - 1989: IMSA-GTP-Serie (Platz 30) - 1990: Sportwagen-Weltmeisterschaft - 1990: Interserie (Platz 6) - 1991: Sportwagen-Weltmeisterschaft (Platz 41) - 2000: American Le Mans Series (Platz 24) - 2000: FIA-GT-Meisterschaft (Platz 24) - 2001: American Le Mans Series (Platz 25) - 2001: European Le Mans Series - 2002: American Le Mans Series - 2009: ADAC GT Masters |

### Le-Mans-Ergebnisse
| Jahr | Team                         | Fahrzeug             | Teamkollege              | Teamkollege             | Platzierung            | Ausfallgrund    |
| ---- | ---------------------------- | -------------------- | ------------------------ | ----------------------- | ---------------------- | --------------- |
| 1971 | Wicky Racing Team            | Porsche 907          | Peter Mattli             |                         | Rang 7 und Klassensieg |                 |
| 1972 | Wicky Racing Team            | Porsche 907          | Peter Mattli             | Hervé Bayard            | Rang 18                |                 |
| 1973 | Wicky Racing Team            | BMW 3.0CSL           | Cox Kocher               | Jean-Pierre Aeschlimann | Ausfall                | Ventilschaden   |
| 1982 | BASF Cassetten Team GS Sport | Sauber SHS C6        | Siegfried Müller         |                         | Ausfall                | Starter         |
| 1984 | Brun Motorsport              | Porsche 956B         | Leopold Prinz von Bayern | Bob Akin                | Rang 4                 |                 |
| 1985 | Brun Motorsport              | Porsche 962C         | Didier Theys             | Joël Gouhier            | Ausfall                | Unfall          |
| 1986 | Brun Motorsport              | Porsche 962C         | Frank Jelinski           | Massimo Sigala          | Ausfall                | Ventilschaden   |
| 1989 | Repsol Brun Motorsport       | Porsche 962C         | Oscar Larrauri           | Jesús Pareja            | Ausfall                | Motorschaden    |
| 1990 | Brun Motorsport              | Porsche 962C         | Oscar Larrauri           | Jesús Pareja            | Ausfall                | Motorschaden    |
| 1991 | Repsol Brun Motorsport       | Porsche 962C         | Oscar Larrauri           | Jesús Pareja            | Rang 10                |                 |
| 2000 | Chamberlain Engineering      | Chrysler Viper GTS-R | Toni Seiler              | Christian Gläsel        | Ausfall                | Unfall          |
| 2001 | Konrad Motorsport            | Saleen S7R           | Toni Seiler              | Charles Slater          | Ausfall                | Unfall          |
| 2002 | Konrad Motorsport            | Saleen S7R           | Rodney Mall              | Charles Slater          | Ausfall                | Benzinpumpe     |
| 2003 | Konrad Motorsport            | Saleen S7R           | Toni Seiler              | Franz Konrad            | Ausfall                | Getriebeschaden |

### Sebring-Ergebnisse
| Jahr | Team              | Fahrzeug    | Teamkollege    | Teamkollege     | Platzierung | Ausfallgrund    |
| ---- | ----------------- | ----------- | -------------- | --------------- | ----------- | --------------- |
| 2002 | Konrad Motorsport | Saleen S7-R | Charles Slater | Gavin Pickering | Ausfall     | Disqualifiziert |

### Daytona-Ergebnisse
| Jahr | Team                          | Fahrzeug    | Teamkollege        | Teamkollege    | Platzierung            | Ausfallgrund |
| ---- | ----------------------------- | ----------- | ------------------ | -------------- | ---------------------- | ------------ |
| 1981 | Bavarian Motors International | BMW M1      | Hans-Joachim Stuck | Alf Gebhardt   | Rang 6 und Klassensieg |              |
| 1985 | Henn’s Swap Shop Racing       | Porsche 935 | Harald Grohs       | Preston Henn   | Ausfall                | Motorschaden |
| 1989 | Brun Motorsport               | Porsche 962 | Hans-Joachim Stuck | Oscar Larrauri | Rang 3                 |              |

### Einzelergebnisse in der Sportwagen-Weltmeisterschaft
| Saison | Team             | Rennwagen                | 1   | 2   | 3   | 4   | 5   | 6   | 7   | 8   | 9   | 10  | 11  | 12  | 13  | 14  | 15  |
| ------ | ---------------- | ------------------------ | --- | --- | --- | --- | --- | --- | --- | --- | --- | --- | --- | --- | --- | --- | --- |
| 1966   | Walter Brun      | BMW 2002                 | DAY | SEB | MON | TAR | SPA | NÜR | LEM | MUG | CCE | HOK | SIM | NÜR | ZEL |     |     |
| 1966   | Walter Brun      | BMW 2002                 |     |     |     |     |     |     |     | 61  |     |     |     |     |     |     |     |
| 1971   | Wicky Racing     | Porsche 907              | BUA | DAY | SEB | BRH | MON | SPA | TAR | NÜR | LEM | ZEL | WAT |     |     |     |     |
| 1971   | Wicky Racing     | Porsche 907              |     |     |     |     |     | 7   |     |     |     |     |     |     |     |     |     |
| 1972   | Wicky Racing     | Porsche 907              | BUA | DAY | SEB | BRH | MON | SPA | TAR | NÜR | LEM | ZEL | WAT |     |     |     |     |
| 1972   | Wicky Racing     | Porsche 907              |     |     |     |     |     | 18  |     |     |     |     |     |     |     |     |     |
| 1973   | Wicky Racing     | BMW 3.0 CSL              | DAY | VAL | DIJ | MON | SPA | TAR | NÜR | LEM | ZEL | WAT |     |     |     |     |     |
| 1973   | Wicky Racing     | BMW 3.0 CSL              |     |     |     |     | DNF |     |     |     |     |     |     |     |     |     |     |
| 1981   | BMW              | BMW M1                   | DAY | SEB | MUG | MON | RIV | SIL | NÜR | LEM | PER | DAY | WAT | SPA | MOS | ROA | BRH |
| 1981   | BMW              | BMW M1                   | 6   |     |     |     |     |     |     |     |     |     |     |     |     |     |     |
| 1982   | Sauber GS-Tuning | Sauber SHS C6            | MON | SIL | NÜR | LEM | SPA | MUG | FUJ | BRH |     |     |     |     |     |     |     |
| 1982   | Sauber GS-Tuning | Sauber SHS C6            | DNF | 13  |     | DNF |     | 5   |     | DNF |     |     |     |     |     |     |     |
| 1983   | Brun Motorsport  | Sehcar SH C6 Porsche 956 | MON | SIL | NÜR | LEM | SPA | FUJ | KYA |     |     |     |     |     |     |     |     |
| 1983   | Brun Motorsport  | Sehcar SH C6 Porsche 956 |     | DNF | DNF |     | 4   |     |     |     |     |     |     |     |     |     |     |
| 1984   | Brun Motorsport  | Porsche 956              | MON | SIL | LEM | NÜR | BRH | MOS | SPA | IMO | FUJ | KYA | SAN |     |     |     |     |
| 1984   | Brun Motorsport  | Porsche 956              | 4   | 11  | 4   | 9   | 8   | DNF | 3   | 4   |     |     |     |     |     |     |     |
| 1985   | Brun Motorsport  | Porsche 962              | MUG | MON | SIL | LEM | HOK | MOS | SPA | BRH | FUJ | SEL |     |     |     |     |     |
| 1985   | Brun Motorsport  | Porsche 962              |     |     | 10  | DNF | 6   |     |     |     |     |     |     |     |     |     |     |
| 1986   | Brun Motorsport  | Porsche 956 Porsche 962  | MON | SIL | LEM | NÜN | BRH | JER | NÜR | SPA | FUJ |     |     |     |     |     |     |
| 1986   | Brun Motorsport  | Porsche 956 Porsche 962  | 3   | 9   | DNF | 6   | DNF | 2   | DNF | 9   |     |     |     |     |     |     |     |
| 1987   | Brun Motorsport  | Porsche 962              | JAR | JER | MON | SIL | LEM | NÜN | BRH | NÜR | SPA | FUJ |     |     |     |     |     |
| 1987   | Brun Motorsport  | Porsche 962              | 7   | 7   | DNF | 5   |     | 10  | 9   | 12  | 11  |     |     |     |     |     |     |
| 1988   | Brun Motorsport  | Porsche 962              | JER | JAR | MON | SIL | LEM | BRÜ | BRH | NÜR | SPA | FUJ | SAN |     |     |     |     |
| 1988   | Brun Motorsport  | Porsche 962              | DNF | 9   | DNF |     |     |     |     | 6   | DNF |     |     |     |     |     |     |
| 1989   | Brun Motorsport  | Porsche 962              | SUZ | DIJ | JAR | BRH | NÜR | DON | SPA | MEX |     |     |     |     |     |     |     |
| 1989   | Brun Motorsport  | Porsche 962              | 18  | 13  |     | 6   | 4   | DNF | DNF | 7   |     |     |     |     |     |     |     |
| 1990   | Brun Motorsport  | Porsche 962              | SUZ | MON | SIL | SPA | DIJ | NÜR | DON | MOT | MEX |     |     |     |     |     |     |
| 1990   | Brun Motorsport  | Porsche 962              | DNF | DNF | 7   | DNF | 11  | DNF | 12  | DNF | DNF |     |     |     |     |     |     |
| 1991   | Brun Motorsport  | Porsche 962              | SUZ | MON | SIL | LEM | NÜR | MAG | MEX | AUT |     |     |     |     |     |     |     |
| 1991   | Brun Motorsport  | Porsche 962              |     | DNF | 10  | 10  | 7   | DNF |     |     |     |     |     |     |     |     |     |

### Einzelergebnisse in der DTM
| Saison | Team            | Hersteller | 1   | 2   | 3   | 4   | 5   | 6   | 7   | 8   | 9   | 10  | 11  | 12  | 13  | 14  | 15  | Punkte | Rang |
| ------ | --------------- | ---------- | --- | --- | --- | --- | --- | --- | --- | --- | --- | --- | --- | --- | --- | --- | --- | ------ | ---- |
| 1984   | Brun Motorsport | BMW        | ZO1 | HO1 | AVU | AVU | MAI | WUN | NÜ1 | NÜ1 | NOR | NÜ2 | DIE | HO2 | HO2 | ZO2 | NÜ3 | 44     | 13.  |
| 1984   | Brun Motorsport | BMW        |     | 4   |     |     | 7   |     |     |     | 3   |     | DNF |     |     |     | 27  | 44     | 13.  |